# Karsdorf
Karsdorf là một đô thị thuộc huyện Burgenland, bang Sachsen-Anhalt, Đức. Đô thị Karsdorf có diện tích 19,84 km², dân số thời điểm ngày 31 tháng 12 năm 2006 là 1921 người.